# Benson (Pennsylvania)
Benson, anche nota localmente come Hollsopple, è un comune (borough) degli Stati Uniti d'America, situato nello stato della Pennsylvania, nella contea di Somerset.